# Dusona ektypha
Dusona ektypha är en stekelart som beskrevs av Gupta 1977. Dusona ektypha ingår i släktet Dusona och familjen brokparasitsteklar. Inga underarter finns listade i Catalogue of Life.